# 圣维多圣殿 (埃尔旺根)

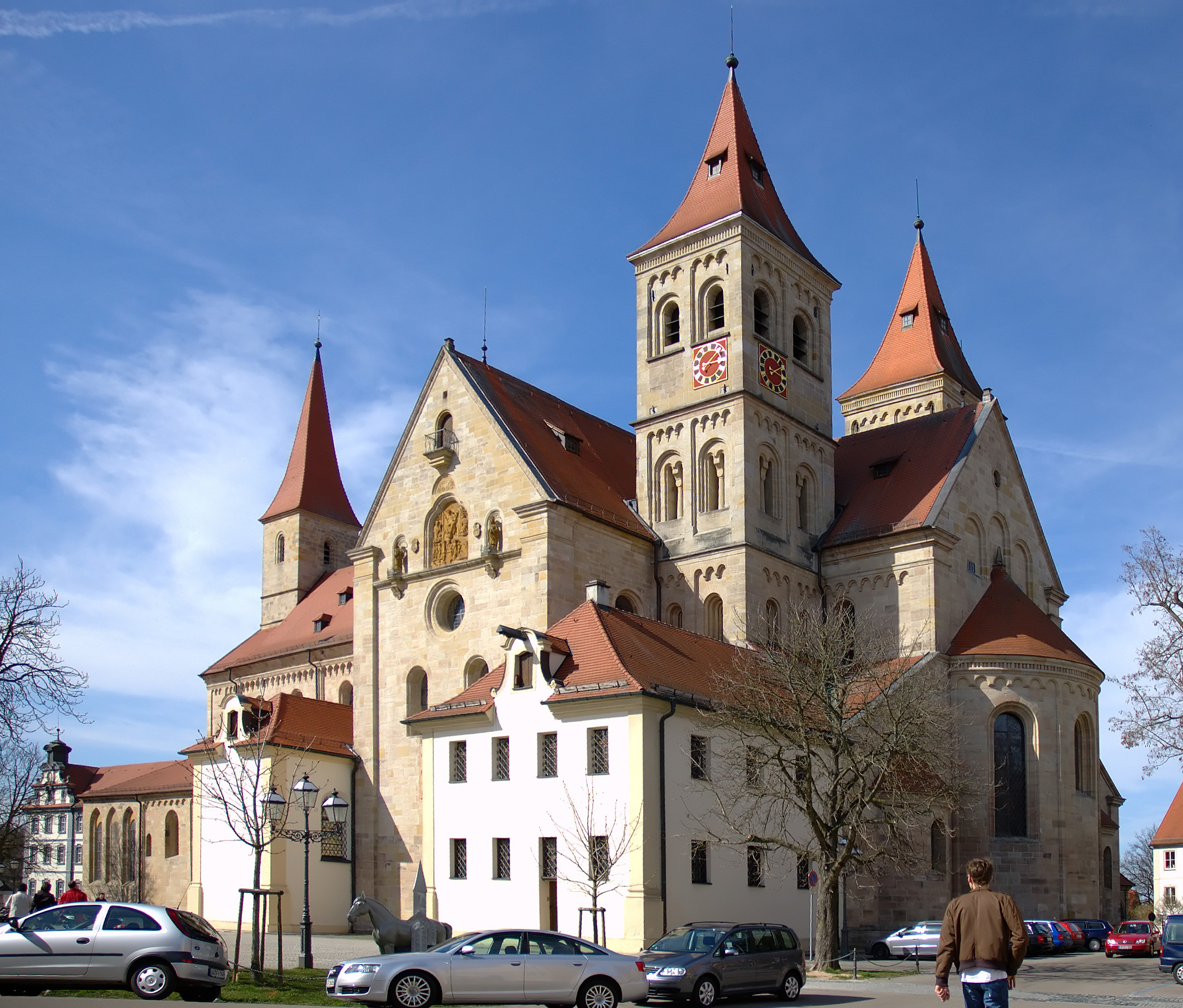

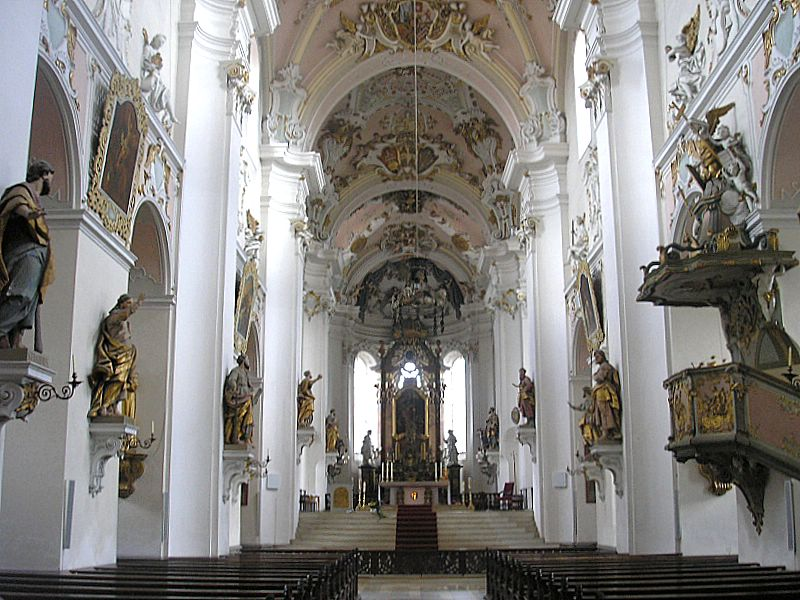

圣维多圣殿（Basilika St. Vitus）是一座罗马天主教宗座圣殿，位于德国巴登-符腾堡州斯图加特行政区奥斯特阿尔布县的埃尔旺根，罗马式建筑风格，历史可追溯到13世纪。19世纪世俗化以后，由修道院教堂改为堂区教堂。该堂为塑造城市景观的重要建筑。